# Mario Carlesi

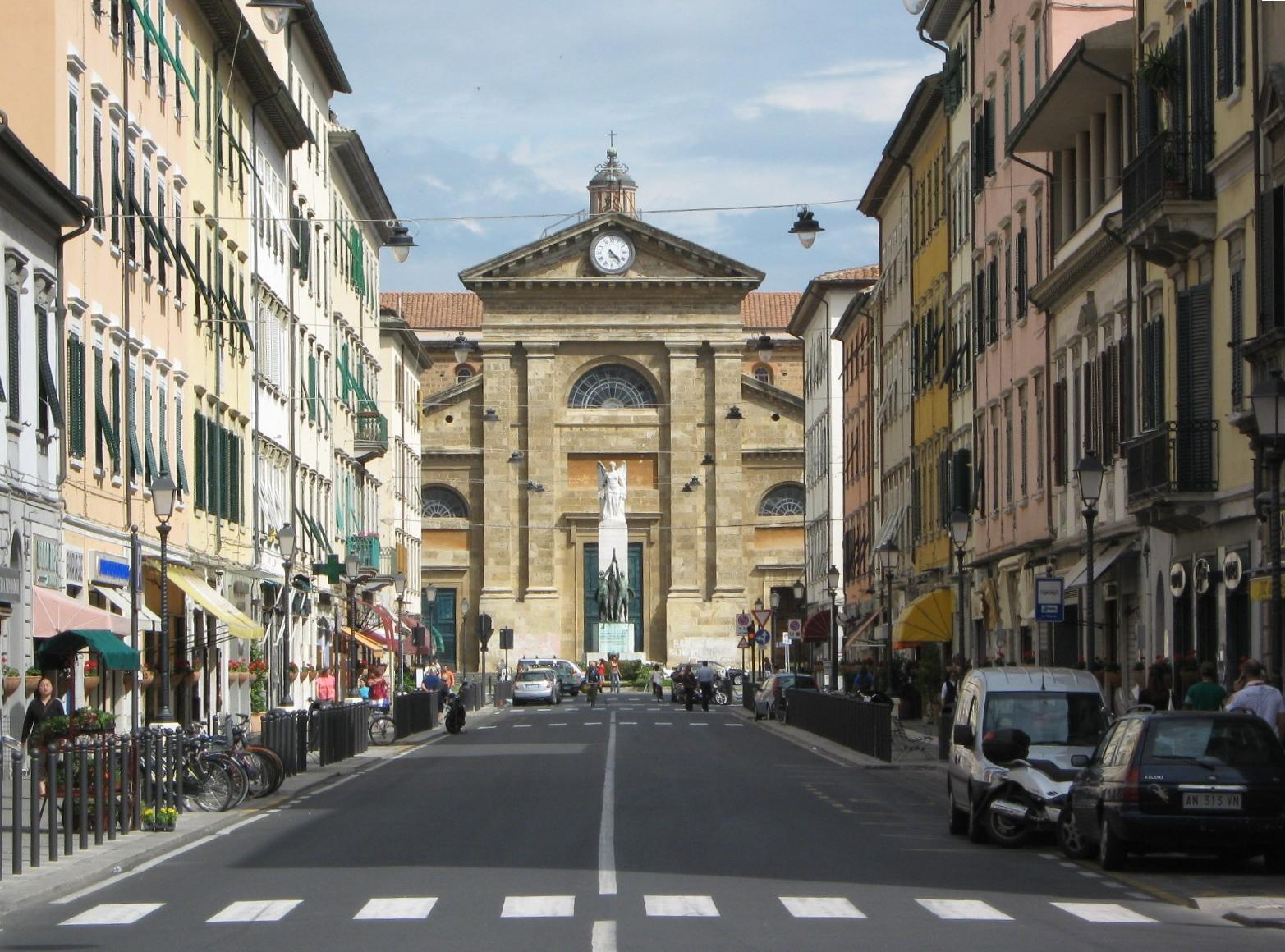
Il Monumento ai Caduti che precede la chiesa del Soccorso, a Livorno

Mario Carlesi (Livorno, 27 ottobre 1890 – Lucca, 29 gennaio 1968) è stato uno scultore italiano.

## Biografia
Nato a Livorno, si trasferì giovanissimo a Lucca dove frequentò la Regia scuola lucchese di Belle Arti e fu allievo di Arnaldo Fazzi.
A Lucca visse e lavorò tutta la vita; il suo studio era sotto i portici di via Elisa.
Fu autore della statua della Piccola bagnante (per cui posò la figlia Laura) eseguita nel 1938 in pietra di Trani per adornare la vasca della piazza-giardino a Viareggio tra piazza Maria Luisa di Borbone e il mare. Il bozzetto in terracotta della Piccola bagnante si trova presso la biblioteca Agorà a Lucca. Il monumento di Viareggio fu gravemente danneggiato con distruzione della testa,  sostituita in seguito riproducendo l'originale su base fotografica. Negli anni trenta fu tra gli organizzatori delle mostre d'arte estive al Kursaal a Viareggio che videro la partecipazione dei migliori artisti toscani.
Realizzò il Monumento ai Caduti, in piazza della Vittoria a Livorno, inaugurato il 15 luglio 1924 alla presenza dei sovrani d'Italia. L'opera, costituita da un gruppo di uomini in atto di solenne giuramento e da una statua raffigurante la Vittoria, precede l'ingresso al grande tempio votivo del Soccorso.
Vinse il concorso per il monumento ai caduti e invalidi sul lavoro, che tuttavia non fu mai realizzato per mancanza di fondi; la realizzazione in gesso a grandezza naturale fu completata ed è oggi conservata presso il Real Collegio di Lucca
Sua la decorazione della chiesa di San Bartolomeo all'Arancio in Lucca, dove realizzò la Via Crucis in terracotta, le formelle degli evangelisti per la facciata, gli altari laterali, i leggii, il fonte battesimale con una statua del Battista, due acquasantiere in marmo di Carrara, l'altare con incastonato un bassorilievo dell'Ultima Cena e un crocifisso.
Tra le sue opere ricordiamo la Via Crucis in terracotta, esposta nella chiesa di Segromigno, i Monumenti ai Caduti alla Pieve San Paolo e, a Tereglio, il monumento a Cesare Pellegrinetti e Marianna Raffaelli nel cimitero di Viareggio, i monumenti alla famiglia Baldocchi e alla famiglia Celli nel cimitero di Lucca e vari medaglioni nel Famedio di Lucca.
Fu autore della cappella dedicata al trasvolatore oceanico Carlo Del Prete, che contiene una notevole Pietà in marmo di Carrara.
Il Museo Civico Giovanni Fattori di Livorno espone dal 2013 un busto in terracotta raffigurante il pittore Benvenuto Benvenuti.